# Bismarckturm (Bad Pyrmont)
Der Bismarckturm bei Bad Pyrmont ist ein zum Andenken an den ersten Reichskanzler Otto von Bismarck (1815–1898) errichteter Aussichtsturm. Im örtlichen Denkmalverzeichnis ist er als Baudenkmal verzeichnet.

## Geschichte
Die Errichtung des Turms geht auf fünf Bismarck-Verehrer, dem Forstmeister Dr. Hartwig und dem Zeitungsverleger Gustav Bermann aus Pyrmont, sowie auf den Bürgermeister Frese, dem Lehrer Knüppel und einem Herrn Naumbach aus Oesdorf zurück. Die Errichtung des Bismarckturmes fand in der Bürgerschaft eine allgemeine Zustimmung, sodass ein Ausschuss zur Errichtung des Turmes unter der Leitung von Gustav Bermann gebildet wurde. Aufgabe des Ausschusses war es die benötigten Gelder durch Spendensammlungen aufzutreiben.
Der Turm sollte zunächst auf der Südseite des Königsberges auf einem von der Fürstlichen Domänenkammer des Fürstentums Waldeck-Pyrmont zur Verfügung gestellten Bauplatz errichtet werden. Der Entwurf des Turmes stammte vom Baumeister Riemenschneider. Nach der Grundsteinlegung im Jahr 1901 verzögerte sich der Bau mangels finanzieller Mittel. Im Sommer 1908 versuchte man in einem erneuten Anlauf Spendengelder beizubringen. Ein 1 Meter hohes Gipsmodell wurde vom Bildhauer Oswald Rommel aus Hannover gefertigt und nach der Genehmigung des Fürsten Friedrich von Waldeck öffentlich ausgestellt. Im Juni 1912 verlegte man der größeren Sicherheit wegen den Grundstein 50 Meter weiter nach Norden auf den höchsten Punkt des Königsberges. Die Bauleitung wurde vom Baumeister Riemenschneider übernommen, welcher auch den Entwurf erstellt hatte. Erbaut wurde der Turm durch die Firma Siebold & Co. aus Holzminden. Ende des Jahres 1912 wurden die Bauarbeiten am Turm abgeschlossen. Das Plateau, auf dem sich der Turm befand, wurde umgestaltet und ein Fahrweg zum Turm angelegt. Die Einweihung sollte ursprünglich im Mai 1913 stattfinden, da die Bildhauerarbeiten aber länger dauerten, fand die Einweihung erst am 24. August 1913 statt. Die Gesamtkosten des Turmbaus betrugen am Ende ca. 30.000 Mark. Dies wären heute etwa 197.000 €.
In den ersten Jahren wurde die Feuerschale zu Bismarcksgeburtstag, den 1. April, befeuert. Nachdem die Spar- und Leihkasse den Bürgern von Pyrmont Bürgschaften, welche für den Bau aufgenommen wurden, erlassen hatte, wurde sie 1917 Eigentümerin des Turmes. 1922 wurde die Stadt, seit 1914 in Bad Pyrmont umbenannt, Eigentümerin der Sparkasse und damit auch des Turmes. 1970 wurde die mittig angebrachte Feuerschale entfernt und später wurden in den Turmecken jeweils eine Feuerschale aufgestellt. Eine Bewirtung im Turm fand aufgrund von Feuchtigkeitsschäden seit 2009 nicht mehr statt. Sanierungsarbeiten am Turm wurden 2012 geplant und von Juli 2013 bis Oktober 2013 durchgeführt. Nach der Sanierung wurde die Bewirtung wieder aufgenommen und nach einem Pächterwechsel bis heute (Stand 2022) weitergeführt.

## Beschreibung
Beim Bismarckturm handelt es sich um einen 31 Meter hohen Aussichtsturm aus Dolomit mit einem viereckigen Grundriss. Der ca. 5 Meter hohe viereckige Sockel beherbergte einen Raum, welcher als Gaststube mit Theke und Bestuhlung für Besucher genutzt wurde. Das Eingangsportal befindet sich auf der Westseite. Über dem Eingangsportal befindet sich ein 5 Meter hohes Bismarckstandbild aus Kalkstein, welches Bismarck in Rüstung und auf einem Schwert aufgestützt zeigt, was große Ähnlichkeiten mit dem Roland aufweist. Gefertigt wurde das Standbild vom Bildhauer Fritz Volcke aus Waldeck und Laun aus Holzhausen. Der Turmschaft verjüngt sich nach oben leicht, bis er in der Aussichtsplattform endet. Im Treppenhaus wurde nach 24 Stufen eine Zwischenetage eingerichtet in der eine Ehrentafel aus Holz für die Initiatoren angebracht wurde. Die Aussichtsplattform ragt auf allen Seiten über den Turmschaft hinaus. Die Aussichtsplattform ist zwei geteilt, in eine überdachte Etage und eine weitere über eine Wendeltreppe erreichbare nicht überdachte Etage. Auf dem oberen Etage befand sich eine mittig angebrachte Feuerschale, heute durch vier Feuerschalen in den Ecken ersetzt. Unter der Gaststube befindet sich ein Kellerraum in der sich die Küche der Gaststube befand. Insgesamt sind es vom Boden bis zur obersten Etage 139 Stufen.

## Ehrentafel
Die Inschrift der Ehrentafel lautet:
"Ehrentafel

der Förderer des Turmbaus:

Fürstl. Waldeck. Domänenkammer.

Spar- und Leihkassen-Verein Pyrmont.

Gesellschaft „Spelunke“ Pyrmont.

Karl Riemenschneider, Fürstl. Baukommissar,

Erbauer des Turmes

1913"